# Yao (Tchad)
Yao est une petite ville du Tchad.
Elle est le chef-lieu du département du Fitri dans la région du Batha.

## Géographie
La ville se situe près du lac Fitri.

## Économie

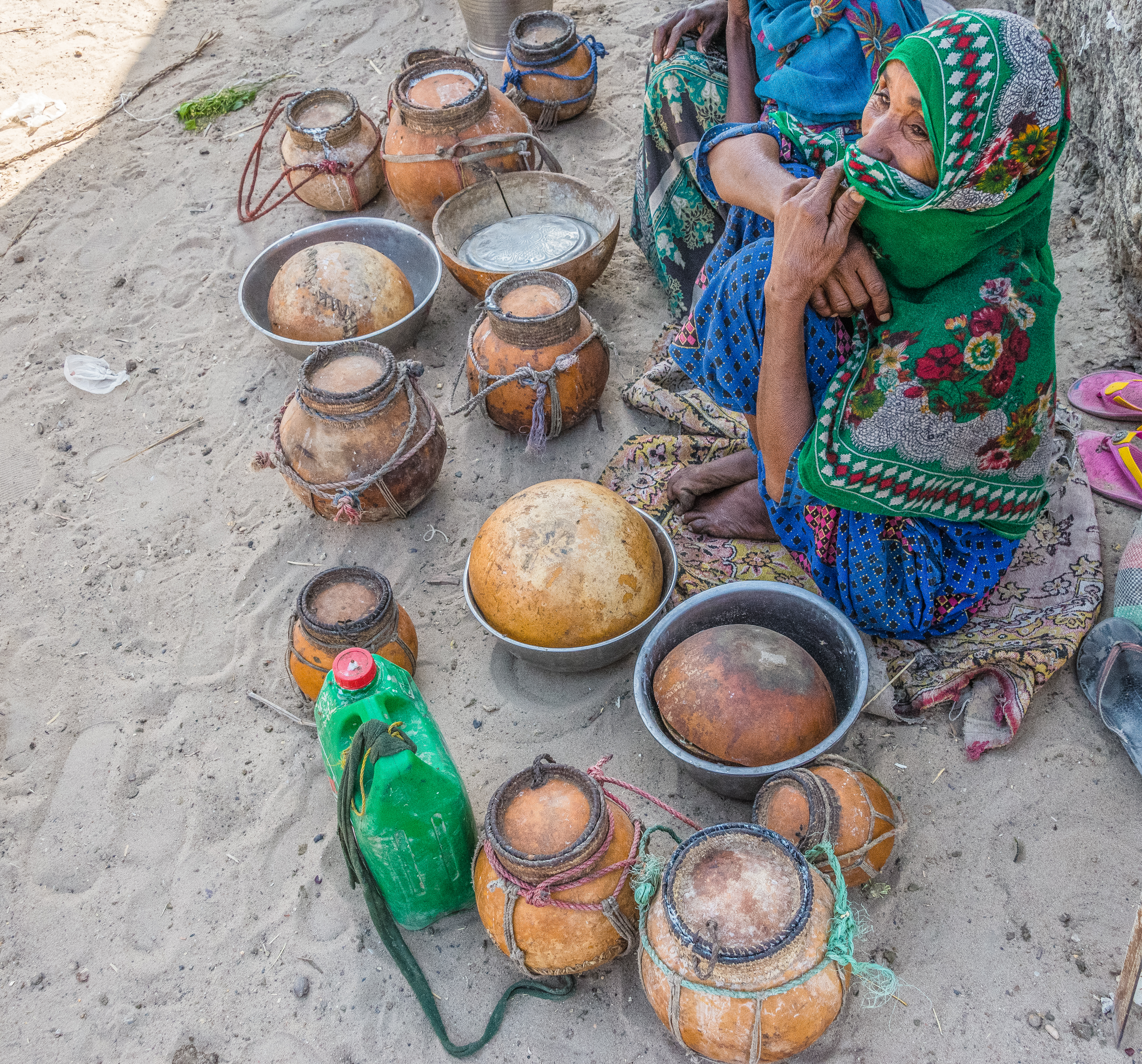
Une femme vendant du lait.
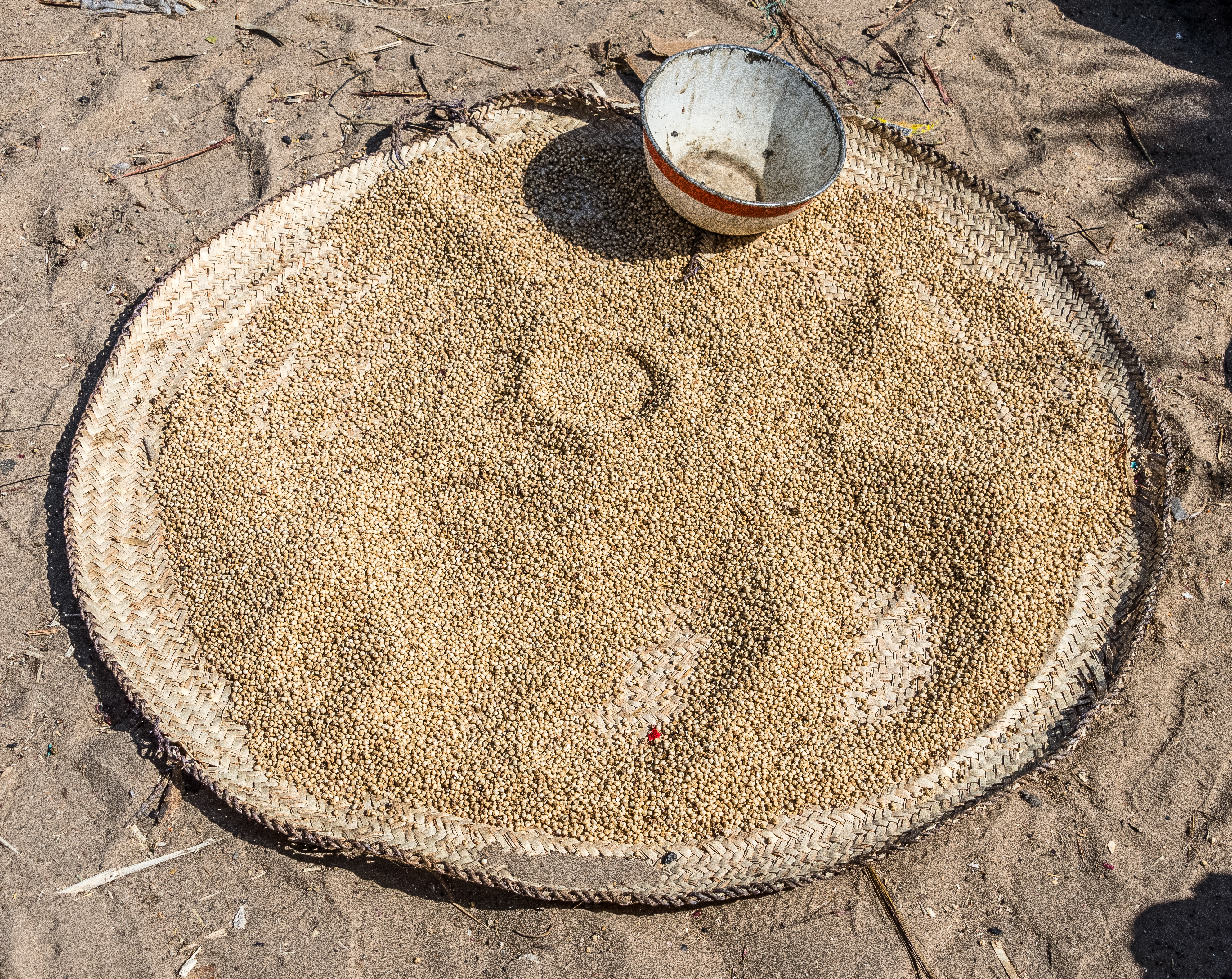
Vente de millet.
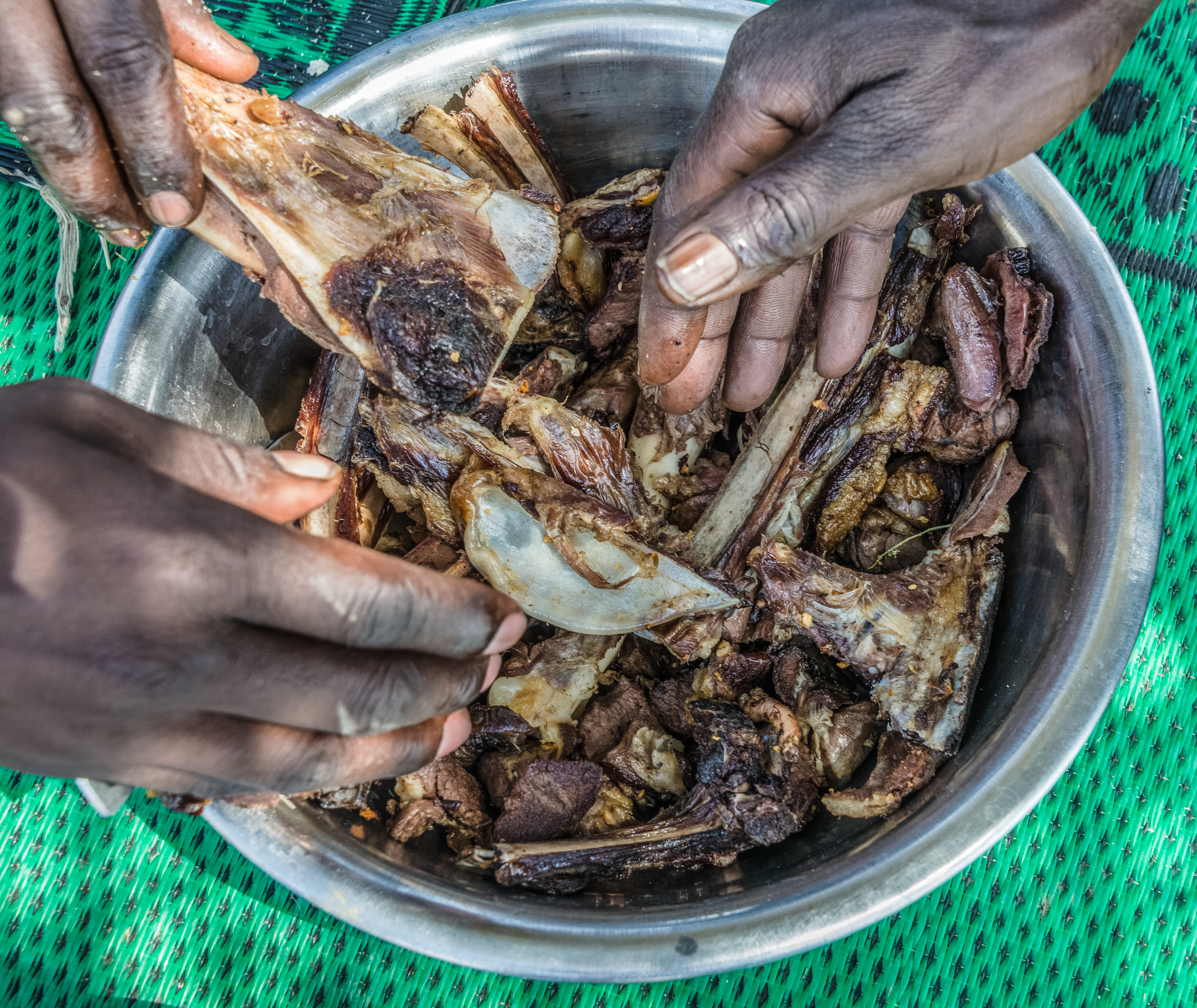
Repas au marché.

## Administration
Sous-préfets : Abdelsalam Malick Yacoub